# Habenaria buettneriana
Habenaria buettneriana är en orkidéart som beskrevs av Friedrich Fritz Wilhelm Ludwig Kraenzlin. Habenaria buettneriana ingår i släktet Habenaria och familjen orkidéer. Inga underarter finns listade i Catalogue of Life.